# پولینو ۱۳۱۵۱
سیارک ۱۳۱۵۱ (به انگلیسی: 13151 Polino، نامگذاری:1995OH) سیزده هزار و صد و پنجاه و یکمین سیارک کشف شده‌است که در ۲۲ ژوئیه ۱۹۹۵ کشف شد.
قدر مطلق سیارک برابر ۱۴٫۷۰ است.